# Teucholabis esakii
Teucholabis esakii là một loài ruồi trong họ Limoniidae. Chúng phân bố ở miền Cổ bắc.